# Arthur Somervell
Sir Arthur Somervell (Windermere, 5 giugno 1863 – Londra, 2 maggio 1937) è stato un compositore e scrittore di canzoni d'arte inglese. Dopo Hubert Parry, fu uno dei più autorevoli e influenti scrittori di canzoni d'arte nel rinascimento musicale inglese tra il 1890 e il 1900. Uno dei suoi lavori più noti è il suo adattamento in lingua inglese di un'aria di Händel, Silent Worship.

## Biografia
Nacque a Windermere, Westmorland, figlio di Robert Miller Somervell, J.P. (1821-1899), fondatore di K Shoes (precedentemente noto come "Somervell Brothers"). La famiglia Somervell (originariamente Somerville) proveniva dalla Scozia e si stabilì a Londra nel 1700. Il fratello di Arthur Somervell, Colin, era l'Alto Sceriffo di Westmorland nel 1916, così come il figlio di Colin, il maggiore Arnold Colin Somervell, O.B.E. nel 1936 e, successivamente, altri membri della famiglia Somervell.
Somervell fu inizialmente istruito alla Uppingham School e al King's College, Cambridge, dove studiò composizione sotto Sir Charles Villiers Stanford. Dal 1883 al 1885 studiò alla Scuola Superiore per la Musica, Berlino, e dal 1885 al 1887 al Royal College of Music a Londra, sotto Parry. Studiò composizione con Friedrich Kiel. Divenne professore al Royal College of Music nel 1894 e diresse i suoi lavori ai festival di Leeds e Birmingham, 1895-97. Nel 1901 fu nominato Ispettore di Musica presso il Board of Education and Scottish Education Department e nel giugno dell'anno successivo ricevette la laurea come Doctor of Music dall'Università di Cambridge.
Raggiunse il successo ai suoi tempi come compositore di opere corali come The Forsaken Merman (1895), Intimations of Immortality (che diresse al Festival di Leeds nel 1907) e The Passion of Christ (1914), ma ora è ricordato principalmente per i suoi cicli di canzoni come Maud (da Tennyson, 1898) e la prima ambientazione conosciuta (1904) di A Shropshire Lad di A. E. Housman. Il suo popolare adattamento di Händel, Silent Worship, fu inserito nel film del 1996 Emma.
Il suo stile era conservatore e mostra l'influenza di Mendelssohn e Brahms. Fu anche attivo nell'educazione musicale e divenne Primo Ispettore di Musica per il Board of Education nel 1920. Fu fatto Cavaliere nel 1929. Il suo Concerto per violino del 1930 fu dedicato alla violinista Adila Fachiri.
Nel 1890 Somervell sposò Edith Lance Collet (1861-1944) e attraverso sua figlia Katherine ('Kit'), una ballerina dei Ballets Russes di Sergej Djagilev, era il nonno della scrittrice Elizabeth Jane Howard.

## Composizioni

### Operette
- The Enchanted Prince
- Princess Zara
- Knave of Hearts (Novello)
- Golden Straw (Curwen)
- Thomas the Rhymer

### Orchestra
- Thalassa Symphony in re minore[7] (Boosey)
- Helen of Kirconnel (Novello)
- In Arcady (Suite per piccola orchestra) (Donajowski)

### Coro
- Mass
- Power of Sound
- The Charge of the Light Brigade
- Elegy (Coro e orch.) (Novello)
- Song of Praise (Coro e orch.) (Metzler)
- To the Vanguard
- Passion of Christ (Coro e orch.) (Boosey)
- Mass in D minor (Ricordi)

### Concerto
- Concertstuck per violino e orchestra (Augener, 1913)
- Normandy, variazioni sinfoniche per pianoforte e orchestra (1911, Augener)
- Highland concerto, pianoforte e orchestra (1920)
- Violin Concerto (1930)

### Musica da camera
- Quintet for clarinetto ed archi
- Suites, studies and pieces per violino e pianoforte (Augener, Weekes, Williams and Ashdown)
- Variations for 2 pianos (Augener); pezzi per pianoforte (Augener; Williams; Leonard; Lucas; Hatzfield; Ashdown; Boosey; Bosworth; Weekes).

### Cicli di canzoni
- Maud (1898)
- A Shropshire Lad (1904)
- James Lee's Wife (1908)
- A Broken Arc (1923)
- Love in Springtime (1901). (Boosey)
- Windflowers, Ciclo per quartetto vocale (Boosey)

### Canzoni
- Sei canzoni su versi di Robert Burns (1885–86)
- Quattro canzoni di Innocenza (1899)
- Singing Time, canzoni per bambini piccoli (1899): (Boosey; Moore; Lucas; Leonard; Dunn; Gill; Asherberg; Ashdown; Enoch; Forsyth). Part-songs: (Boosey; Ashdown; Novello).

### Musicological and Musical Education works
- Rhythmic Gradus per pianoforte (Bosworth)
- Exercises in sight-reading, etc. (Curwen)
- Sight-reading, 6 vol. (Swan)
- Sight-reading exercises (Augener)
- Charts of the rules of Harmony and Counterpoint (Clarendon press)

La Thalassa Symphony in re minore (La sinfonia del mare), fu presentata in prima mondiale nel 2011 per l'etichetta CD Cameo Classics, quasi 100 anni dopo la sua composizione. Scritto nel 1912, il secondo movimento, "Elegy", commemora la morte di Robert Falcon Scott nell'Antartico quell'anno. La Malta Philharmonic Orchestra fu diretta dal suo direttore musicale, Michael Laus. La sinfonia (della durata di quasi 37 minuti) è abbinata ad altre due registrazioni in anteprima di opere orchestrali britanniche, il poema sinfonico di Alexander MacKenzie, La Belle Dame sans Merci e Pantomime Suite di Josef Holbrooke op.16 su CC9034CD.